# Piecki (Varmie-Mazurie)
Pour l’article homonyme, voir Piecki (Poméranie).
Piecki est une petite ville de Pologne, située dans le gmina de Piecki (dont elle est le siège), dans le powiat de Mrągowo, dans la voïvodie de Varmie-Mazurie.

## Source
- (en) Cet article est partiellement ou en totalité issu de l’article de Wikipédia en anglais intitulé « Piecki, Warmian-Masurian Voivodeship » (voir la liste des auteurs).